# Dromatherium sylvestre
Dromatherium sylvestre è un terapside estinto, appartenente ai cinodonti. Visse nel Triassico superiore (Norico, circa 220 - 215 milioni di anni fa) e i suoi resti fossili sono stati ritrovati in Nordamerica.

## Descrizione
Questo animale è noto solo per una mandibola quasi completa, ed è quindi impossibile ricostruirne fedelmente l'aspetto. Doveva essere un piccolo animale grande forse quanto un ratto. La mandibola era dotata di una grande fossa per il massetere e di un processo coronoide elevato, ma era priva del processo lungo il margine inferiore della mandibola. Erano presenti tre incisivi, un canino, tre postcanini anteriori e sette postcanini posteriori. Il primo incisivo, la cui presenza non è certa, era molto piccolo. Gli incisivi e il canino erano di forma conica, nettamente separati gli uni dagli altri. Il canino era ricurvo all'indietro, ed era anc'esso seguito da un diastema. I postcanini anteriori erano obliqui in avanti, semplici, poco appuntiti e a una sola radice. I due primi postcanini posteriori erano compressi lateralmente e probabilmente dotati di tre cuspidi, mentre quelli seguenti erano dotati di due cuspidi.

## Classificazione
Dromatherium sylvestre venne descritto per la prima volta da Emmons nel 1857 e fu uno dei primi terapsidi non mammiferi ad essere descritto nel continente americano; i suoi resti fossili furono rinvenuti nella zona di New Egypt nella contea di Chatham in Carolina del Nord (USA). I fossili di questo animale vennero dapprima indicati come quelli di un mammifero arcaico, e solo successivamente alcuni studi appurarono la natura non mammaliana di Dromatherium (Simpson, 1926). 

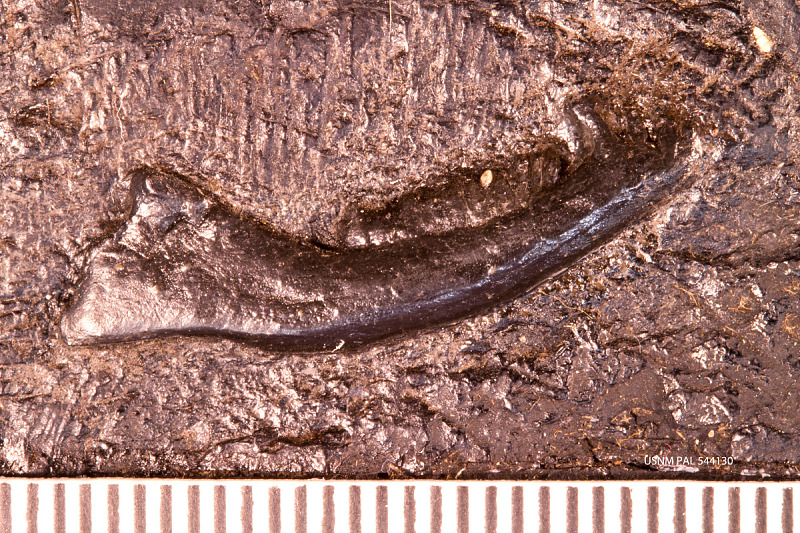
Mandibola di Dromatherium sylvestre

Attualmente Dromatherium viene considerato il genere eponimo di una famiglia (Dromatheriidae) di cinodonti vicini all'origine dei mammiferi, probabilmente affini ai Brasilodontidae e ai Tritylodontidae. Nello stesso giacimento in cui è stato ritrovato il fossile di Dromatherium sono stati scoperti anche i fossili di Microconodon, un altro genere affine ma di dimensioni minori. Altri possibili dromateriidi sono l'europeo Polonodon e l'asiatico Deccanodon.